# Miomantis misana
Miomantis misana es una especie de mantis de la familia Mantidae.

## Distribución geográfica
Se encuentra en Angola, Guinea, Camerún, Congo y Togo.